# کوواچوا بارا
کوواچوا بارا (به صربی: Kovačeva Bara) یک منطقهٔ مسکونی در صربستان است که در لسکواس واقع شده‌است. کوواچوا بارا ۱۶۷ نفر جمعیت دارد.